# Шмыгун, Аркадий Карпович
Аркадий Карпович Шмыгун (23 октября [5 ноября] 1908, Старая Шараёвщина, Минская губерния — 16 апреля 1945, Польша) — командир 277-го стрелкового полка 175-й Уральско-Ковельской Краснознамённой стрелковой дивизии 47-й армии 1-го Белорусского фронта, майор. Герой Советского Союза (31 мая 1945, посмертно). Погиб в бою.

## Биография
Родился 23 октября 1908 в деревне Старая Шараевщина ныне Бобруйского района Могилёвской области Белоруссии в крестьянской семье. Белорус. Образование неполное среднее.
В Красную Армию призван в 1930 году Бобруйским райвоенкоматом Могилёвской области. Член ВКП(б)/КПСС с 1931 года. В 1936 году окончил курсы лейтенантов, а в 1938 году курсы «Выстрел». С 1939 года — на преподавательской работе. На фронте в Великую Отечественную войну с сентября 1944 года — на 1-м Белорусском фронте.
Командир 277-го стрелкового полка майор Аркадий Шмыгун особо отличился в боях на территории Польши и Германии: форсировав реку Висла, два дня вёл упорные бои за польскую столицу город Варшаву. Майор Шмыгун мужественно и энергично руководил подчинёнными в ходе Висло-Одерской наступательной операции.
16 апреля 1945 года на подступах 175-й Уральско-Ковельской Краснознамённой стрелковой дивизии 47-й армии 1-го Белорусского фронта к Берлину бойцы вверенного майору Шмыгуну полка, штурмуя хорошо укреплённые позиции неприятеля, попали под ураганный огонь, теряя темп атаки. Промедление могло привести к срыву атаки и большим потерям среди советских воинов.
Оценив критичность ситуации, майор Шмыгун А. К., оставив наблюдательный пункт, лично поднял свой 277-й стрелковый полк в атаку. Бойцы, воодушевлённые примером своего командира, ворвались во вражеские окопы и выбили противника с занимаемых позиций, выполнив поставленную боевую задачу. А. К. Шмыгун погиб в этом бою.
Был похоронен в городе Бренвальде, провинция Бранденбург, перезахоронен в братскую могилу в польском городе Дембно.
Указом Президиума Верховного Совета СССР от 31 мая 1945 года за образцовое выполнение боевых заданий командования и проявленные при этом мужество и героизм майору Шмыгуну Аркадию Карповичу посмертно присвоено звание Героя Советского Союза.
Приказом Главного управления кадров Народного комиссариата обороны от 23 июля 1945 года № 01803 майор Шмыгун А. К. исключён из списков офицерского состава Красной Армии.

## Награды
Награждён орденами Ленина, Красного Знамени, Суворова 3-й степени, медалями.

## Память
Именем Героя названа Химовская школа Бобруйского района Могилёвской области Белоруссии, где он учился.